# Patra (schip, 1946)
De Patra was een Egyptische veerboot, gebouwd als Kronprins Frederik, een Deense veerboot van de rederij Det Forenede Dampskibs Selskab die voornamelijk op de lijn Denemarken - Engeland voer.

## Dienst
Het schip werd pas in dienst genomen in 1946 wegens de Tweede Wereldoorlog. Gedurende de oorlog waren er geen motoren en schroeven aan het schip gemonteerd, zodat het niet opgeëist werd door de Duitse bezetters.

### Brand
Op 19 april 1953 brak er brand uit aan boord van het schip toen het in de haven van Harwich lag aan de Parkeston-kaai. De passagiers hadden net het schip verlaten. Men kreeg de brand niet onder controle en het schip zonk en kapseisde de dag erna. De verzekeraar verklaarde het schip een total loss maar de eigenaars kochten het van hen terug. Op 26 augustus werd het schip geborgen om op 13 september gesleept te worden naar Helsingør waar het 18 september aankwam voor herstel.

### Veerdiensten en charters
Het schip diende nog van 23 april 1954 tot 1963 op de lijn Esbjerg - Harwich. Daarna werd het gecharterd door Carlsberg Distribution Co van 22 mei tot 29 mei 1963 voor de tocht Harwich - Oslo - Kopenhagen - Harwich en opnieuw van 17 september tot 20 september 1963 voor dezelfde tocht.
Vanaf 1964 voorzag het schip de dienst op de lijn Esbjerg - Newcastle.
Van 24 mei tot 1 juni 1965 werd het schip gecharterd door de Kunglia Royal Automobile Club van Stockholm voor de trip Stockholm - Leningrad - Kopenhagen. Van 2 juni tot 8 juni 1965 werd het gebruikt voor de tocht Kopenhagen - Leith - Newcastle - Esbjerg, waarna het weer op de lijn Ebsjerg - Harwich ingezet werd van 9 juni tot 12 september 1965. Na verbouwingswerken kreeg het een nieuwe dienstrooster, namelijk de lijn Kopenhagen - Faeröer en Reykjavik om vanaf 10 juni tot 11 september 1966 weer op de lijn Esbjerg - Newcastle te varen. Van 1976 tot 1970 kreeg het opnieuw de lijn Kopenhagen - Faeröer - Reykjavik.
In 1972 voer het schip op de lijn Esbjerg - Tórshavn - Trongisvágur, waaraan later de bestemming Newcastle werd toegevoegd.

### Verkoop
Op 9 juli 1974 haalden men het schip uit dienst en werd te koop aangeboden.
Het schip werd verkocht op 10 maart 1976 aan Arab Navigators die het op op 16 maart omdoopten tot de MV Patra. Het schip werd ingezet voor de veerdienst tussen Jeddah en Suez.

### Laatste reis
Het schip kwam op 24 december 1976 terug van Jeddah onder bevel van kapitein Mohammed Hammed Shaaban. Aan boord waren vooral moslimpelgrims op de terugweg van Mekka. Er brak brand uit in de machinekamer door een brandstoflek in de motoren. Door de snelle verspreiding van het vuur werd besloten te evacueren. Bepaalde mensen weigerden zonder bezittingen aan boord te gaan van de reddingssloepen en werden verplicht onder dreiging van bijlen.
Enkele schepen kwamen op het SOS-signaal af, waaronder de Russische tanker Lenino, en konden 201 mensen redden. 102 mensen lieten het leven. Het schip brandde verder uit en zonk uiteindelijk op 25 december 1976.